# Pont de Jintang
 (juillet 2023).
Si vous disposez d'ouvrages ou d'articles de référence ou si vous connaissez des sites web de qualité traitant du thème abordé ici, merci de compléter l'article en donnant les références utiles à sa vérifiabilité et en les liant à la section « Notes et références ».
Le pont de Jintang (chinois simplifié : 金塘大桥 ; pinyin : Jīntáng dàqiáo) est un pont routier situé dans la province du Zhejiang, en Chine. Avec une longueur totale de 26.540 mètres, dont une partie à haubans, il constitue le pont le plus long de l'autoroute Ningbo–Zhoushan, qui relie l'île de Jintang à la ville de Ningbo, dans le district de Zhenhai.